# عثة الكرمة الأوروبية
عثة الكرمة الأوروبية أو فراشة العنب (الاسم العلمي: Lobesia botrana)، هي حشرة عثية من الحرشفيات الأجنحة وفصيلة فراشيات فتالة.

## التوزيع
هذا النوع من العث مواطنه في جنوب إيطاليا. ويمكن العثور عليه في جنوب أوروبا، شمال أفريقيا، الأناضول والقوقاز. وفي الآونة الأخيرة أُدخل إلى اليابان وشيلي والأرجنتين.